# 민족 개조론

1922년 5월호, 개벽에 실린 이광수의 '민족개조론'

〈민족개조론〉(民族改造論)은 이광수가 잡지 《개벽》에 1922년 기고한 글이다.

## 개괄
주요 내용은 자유주의와 개인주의는 민족간의 혼란을 가중시킬 뿐이며 '이기적이고 나약한 겁쟁이'인 조선 민중은 엘리트 집단에 복종하고 봉사해야 한다는 것이다.

## 논란
이 글이 발표되자 이광수는 논란의 대상이 되었다. 민족개조론을 발표한 잡지 <개벽>의 출판사 기물이 공격당하였으며, 이광수의 집에 칼을 들고 침입하는 사람도 있었다.

## 비판
조선 민족의 갱생을 주창하면서 '도덕'의 디딤돌을 놓으려 했다는 점은 근대를 철저히 인식하지 못했다는 증거이다. 또한, 적자생존과 우열승패의 진화론에 빠져 있던 이광수는, 전통을 계승함으로써 민족을 갱생할 수 있다고 믿었다는 것은 역사와 현실을 낭만적으로 인식하고 있었음을 보여주는 대목이다. 말끝마다 봉건 유교윤리를 타파해야 한다던 이광수가 봉건 유교의 덕목에 기댄 것이나 근대시민사회를 지향하면서 지덕체의 수신을 내세운 것 등은 몰역사적인 것이다.

### 비판에 대한 반박
이광수는 이 논문에서 조선 민족의 쇠퇴 원인은 도덕적 타락에 있다고 지적하면서 조선 민족을 도덕적으로 개조하고 민족적으로 개조해야 한다고 역설하였다. 그는 서재필, 안창호, 이승만 등 당대에 독립정신을 외쳤던 선각자들을 민족개조운동의 '첫소리'였다고 강조하였다. 춘원이 서재필, 안창호, 이승만 등 독립운동의 상징적 지도자들을 민족개조운동의 선구자로 지목했다는 것은 '민족개조론'이 극일을 위한 의식개혁 논리였음을 쉽게 알게 한다. 특히 춘원은 일본인이 정의한 한민족 쇠퇴의 원인을 거부했다.
그는 '민족개조론'에서 일본인이 한민족 쇠퇴의 원인으로 '민속의 약정'을 들고 있지만, 실은 조선인 모두의 도덕적 쇠퇴에 연유한다고 반론하면서 의식개혁의 절대성을 주장했다. 춘원은 민속 쇠퇴의 책임이 지도자들에게만 국한되는 것이 아니요, 일반 민중에게도 적지 않다고 강조하였다. 일반 민중이 악정을 지켜보면서도 그것을 고치지 못한 연유는 세 가지라고 요약했다.
첫째는 일반 민중이 나태하여 실행할 정신이 없었고, 둘째는 비겁하여 감행할 용기가 없었으며, 셋째는 신의와 사회성의 결핍으로 동지의 견고한 단결을 얻어내지 못한데 기인했다는 것이다. 그는 결론적으로 민족의식 개조의 요체를 8개 조목으로 집약하였다. 의식개혁 8개 항목인 셈이다.
 첫째는 거짓말과 속이는 행실이 없도록 개조해야 한다는 것이다.
둘째는 공상과 공론을 버리고 옳다고 생각되는 것은 '의무'라고 간주, 즉각 실행해야 한다.
셋째는 '표리부동'함이 없이 의리를 지켜 가야 한다.
넷째는 '겁나(怯懦)를 버리고 옳은 일, 작정한 일이거든 만 난을 무릅쓰고 나가는 자'가 되라고 하였다.
다섯째는 사회적 공공 의식과 봉사정신의 함양을 강조하였다.
여섯째는 1인1기의 전문기술 습득을 가지도록 해야 한다.
일곱째는 근검절약 정신의 함양이다.
여덟째는 생활환경의 청결이었다. 